# Mark C. Lee
Mark Charles Lee (* 14. August 1952 in Viroqua, Vernon County, Wisconsin) ist ein ehemaliger US-amerikanischer Astronaut.

## Ausbildung
Lee erhielt 1974 einen Bachelor in Bauingenieurwesen von der United States Air Force Academy und 1980 einen Master in Maschinenbau vom Massachusetts Institute of Technology (MIT).

## Militärische Laufbahn
Nach seiner Pilotenausbildung auf der Laughlin Air Force Base in Texas und einer Weiterbildung für die F-4 Phantom II auf der Luke Air Force Base in Arizona war Lee zweieinhalb Jahre auf der Kadena Air Base auf Okinawa stationiert. 1980 wurde er auf die Hanscom Air Force Base in Massachusetts versetzt und wurde dort im AWACS-Programm eingesetzt. 1982 wechselte er auf die Hill Air Force Base in Utah.

## Astronautentätigkeit
Im Mai 1984 wurde Lee von der NASA als Astronautenanwärter ausgewählt. Nach seiner Ausbildung zum Missionsspezialist wurde er im Bereich für die Außenbordaktivitäten, die IUS-Raketenoberstufen, das Spacelab und die Internationale Raumstation eingesetzt. Lee wurde außerdem als Verbindungssprecher (CAPCOM) und in den Unterstützungsmannschaften am Kennedy Space Center eingesetzt.

### STS-61-M
Die Mission STS-61-M der Challenger hätte im Juli 1986 einen TDRS-Satelliten ins All bringen sollen. Die Crew hätte aus Loren Shriver, Bryan O’Connor, Mark Lee, Sally Ride, William Fisher und dem US-Industrieastronauten Nutzlastspezialist Robert Wood bestanden. Nach der Challenger-Katastrophe wurde dieser Flug abgesagt.

### STS-30
Am 4. Mai 1989 flog Lee mit der Raumfähre Atlantis zum ersten Mal ins All. Nutzlast war die Venussonde Magellan, die mit einer IUS-Oberstufe in Richtung Venus beschleunigt wurde. STS-30 war die erste Mission, bei der ein Space Shuttle dazu genutzt wurde, eine interplanetare Raumsonde zu starten.

### STS-47
Am 12. September 1992 startete Lee als Missionsspezialist mit der Raumfähre Endeavour zur zehnten Spacelab-Mission. An Bord wurden 43 Experimente verschiedener Art durchgeführt, zum Beispiel wurde getestet, ob Hornissen die Fähigkeit hätten, unter Schwerelosigkeit Waben zu bauen. Das Ergebnis war negativ. Auch im medizinischen Bereich wurden Experimente betrieben. Erstmals flog mit Mark Lee und Jan Davis ein Ehepaar in den Weltraum. Lee und Davis hatten im Geheimen geheiratet. Als dies der NASA bekannt wurde, war es bereits zu spät, um Ersatz einzuarbeiten.

### STS-64

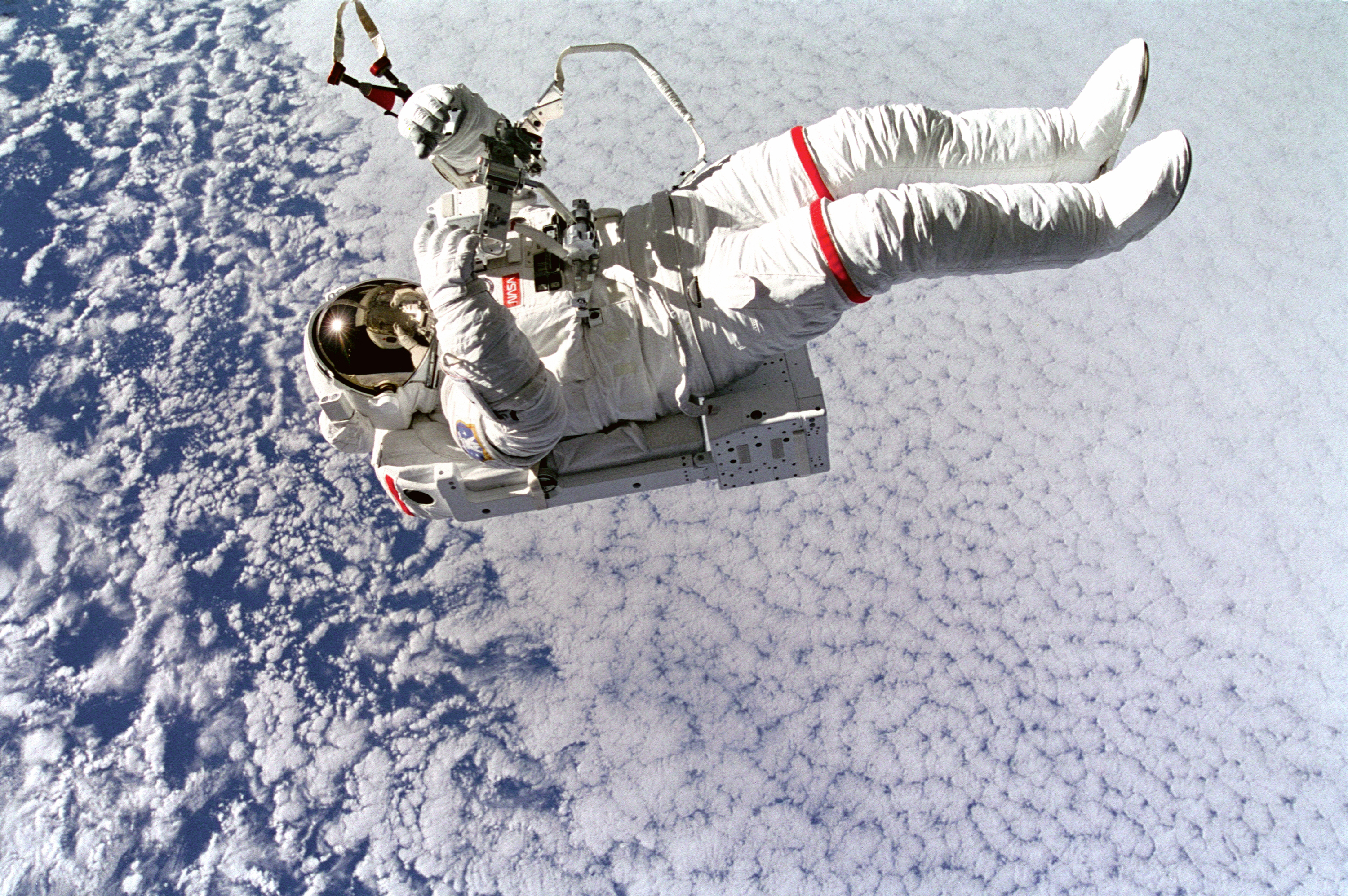
Lee testet ohne Sicherungsleinen das SAFER-Manövriergerät im freien Weltraum während STS-64

Seinen dritten Flug unternahm Lee im September 1994 als Missionsspezialist mit dem Space-Shuttle Discovery. Im Rahmen von STS-64 wurden das laseroptische Radarsystem LITE getestet. Eine weitere Aufgabe war das Aussetzen und Bergen des astronomischen Forschungssatelliten SPARTAN-201, einem frei fliegendem Satelliten zur Erforschung des Sonnenwindes und der Sonnenkorona. Nach elf Tagen im Weltraum landete er am 20. September 1994 auf der Edwards Air Force Base in Kalifornien.

### STS-82

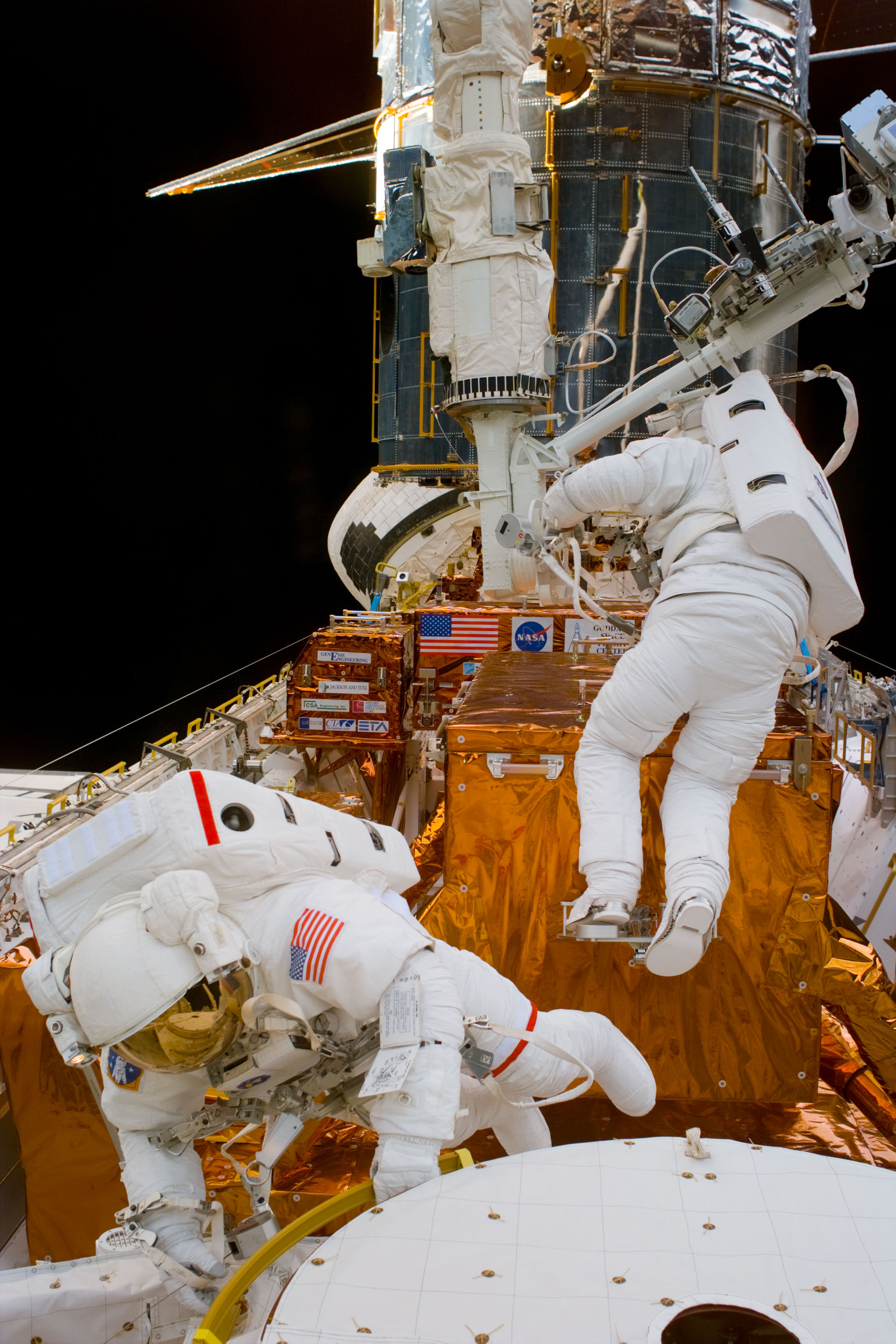
Lee (im Vordergrund) und Smith bei einer EVA während STS-82

Mit der Raumfähre Discovery flog Lee am 11. Februar 1997 zur zweiten Wartungsmission für das Hubble-Weltraumteleskop (HST). Lee war an drei der insgesamt fünf Weltraumausstiege (EVA) beteiligt, während derer das Teleskop repariert wurde. Neben einem Bandrekorder, der durch einen Kernspeicher ersetzt wurde, erhielt das HST die Infrarotkamera NICMOS und das Spektroskop STIS. Dafür wurden zwei Spektrografen ausgebaut.

### STS-98
Lee war für einen weiteren Shuttle-Flug zur ISS eingeteilt, wurde aber im September 1999 aus ungenannten Gründen aus der Mannschaft genommen und durch Robert Lee Curbeam ersetzt.

## Nach der NASA
Nach seinem Ausscheiden aus der NASA im Juli 2001 wechselte er zur Firma Orbital Technologies nach Wisconsin.

## Privates
Mark Lee ist in dritter Ehe verheiratet und hat zwei Kinder. Seine zweite Ehefrau war die NASA-Astronautin Jan Davis.